# Carlos Hartling
Carlos Hartling (geboren als: Carl Wilhelm Härtling) (* 2. September 1869 in Schlotheim; † 13. August 1920 in Santa Tecla, El Salvador) war ein deutscher Musiker und Komponist. Er komponierte die Nationalhymne von Honduras.

## Leben
Carl Wilhelm Härtling studierte Musik an den Hochschulen in Weimar und Leipzig. Nach dem Studium arbeitete er als Leiter verschiedener Militärkapellen. Er wirkte unter anderem im Musikkorps des 3. Thüringischen Infanterie-Regiments Nr. 71 in Erfurt.
Im September 1896 übersiedelte er nach Tegucigalpa in Honduras, um dort gemäß einem Vertrag als Musiklehrer und Leiter einer Militärkapelle zu arbeiten. 1903 vertonte er ein Gedicht von Augusto Constancio Coello. Mit dem Dekret 42 des Präsidenten von Honduras Alberto Membreño Vásquez vom 15. November 1915 wurde dieses Lied zur Nationalhymne bestimmt.